# 初恋芸人
『初恋芸人』（はつこいげいにん）は、特撮番組の脚本執筆やUMA（未確認生物）研究家としても活躍している中沢健の作家デビュー作で、異色の恋愛小説。
大槻ケンヂ、切通理作、枡野浩一など多くのサブカル関係者他、児童文学作家の那須正幹や直木賞受賞作家の朱川湊人からも絶賛される。
初出は風塵社からハードカバーで出版された純文学であったが、2016年にはライトノーベルレーベルのガガガ文庫から加筆修正された文庫版が発売される。
2016年にNHK BSプレミアムでテレビドラマ化された。

## あらすじ
マニアックな怪獣ネタでお笑いライブに出演する売れないピン芸人・佐藤賢治は年齢＝彼女いない歴で女友達すらいないモテない男であった。
そんな佐藤賢治のネタを面白いと語る不思議な女性・市川理沙に出会い、佐藤は初恋をする。
市川理沙と一緒に日常的に遊ぶようになる佐藤。
だが、自分に自信が持てない佐藤は彼女に好意を伝えることがどうしても出来ない。
ある日、市川から「しばらく会うのはやめましょう」と突然言い出される佐藤。
ショックを受ける佐藤であったが、市川には大きな秘密が隠されていた・・・。

## 登場人物
佐藤賢治
売れない金ないモテないピン芸人。
市川理沙
賢治と仲良くなるミステリアスな女性。
山形ツチノコ
賢治たち売れない芸人の面倒を見てくれる兄貴分的な存在。
ガラバン
常に怪獣の着ぐるみを着用して日常生活を送る男。

## 刊行情報
ハードカバー版
- 風塵社刊、2009年11月1日発売、ISBN 978-4776300441

文庫版
- 小学館・ガガガ文庫刊、2016年3月18日発売、ISBN 978-4094516029（上条衿挿画）

## テレビドラマ
2016年3月1日から4月19日まで、NHK BSプレミアム「プレミアムよるドラマ」にて放送された。全8話。ドラマ化を記念してCSチャンネルファミリー劇場で、特番『緊急解禁！オーケン＆タケシといっしょ オカルトリカルワールド茨城』も放送された。

### キャスト
佐藤賢治
演 - 柄本時生
マニアックな怪獣ネタをやる売れないピン芸人。
市川理沙
演 - 松井玲奈
劇場にライブを見に来て打ち上げに参加し、賢治と仲良くなる。

#### 賢治の芸人仲間
山形ツチノコ
演 - 小堺一機
元売れっ子芸人。賢治たち売れない芸人をまとめる兄貴分的な存在。
ガラバン
演 - 内田朝陽
賢治と同じく怪獣ネタをやる芸人。常に怪獣の着包みを着用し、それが自分の「真の姿」と公言する。
須藤雄太
演 - 桜田通
売れないピン芸人。大金持ちの御曹司。
鈴木亜矢子
演 - 井上晴美
売れないコンビ芸人「シャンパンタワー」。
山下真紀
演 - 松田るか
売れないコンビ芸人「シャンパンタワー」。
杉山弘樹
演 - 徳山秀典
売れない夫婦マジック芸人「杉山夫妻」。
杉山宏美
演 - 飯沼千恵子
売れない夫婦マジック芸人「杉山夫妻」。
馬場田秀平
演 - 阿見201
売れないコンビ芸人「ツープラトン」。
猪本寛太
演 - 福崎峻介
売れないコンビ芸人「ツープラトン」。
兼子三郎
演 - ベンガル
ツチノコの昔からの仲間。売れっ子芸人。

#### 賢治の中学生時代の同級生
橋本晃
演 - 溝端淳平
賢治の中学生時代からの親友。
山口恵理
演 - 小池里奈
中学生時代に「佐藤くんと付き合うなら死んだほうがマシよ」と言い放った。
水谷
演 - 永瀬匡
白川
演 - 川原一馬
山田
演 - 田口巧輝
千佳
演 - 吉田桃華
麻衣子
演 - 朝比奈加奈

#### その他
バラエティ番組MC
演 - 岩井ジョニ男（イワイガワ）（第2回・第4回・第5回・最終回）

番組プロデューサー
演 - 長谷川朝晴（第5回）

須藤洋蔵
演 - 吉満寛人（第7回）
雄太の父。
ポット谷村
演 - 白部由紀夫（第7回・最終回）

秘書
演 - 大内唯（第7回）
洋蔵の秘書。

### スタッフ
- 原作 - 中沢健『初恋芸人』
- 脚本 - 根本ノンジ
- 主題歌 - フラワーカンパニーズ「青い吐息のように」
- 制作統括 - 篠原圭、川西琢、北坊信一
- 撮影 - 大石広宣
- 照明 - 鵜飼隆一郎
- 映像 - 植木康弘
- 美術 - 杉川廣明
- タイトルCG - 本田貴雄
- 編集 - 伊藤裕之
- 音響効果 - 安藤友章
- 記録 - 田中久美子
- 演出 - 小林義則
- 制作・著作 - NHK、共同テレビジョン

### 放送日程
| 放送回 | 放送日  | サブタイトル                              |
| ------ | ------- | ----------------------------------------- |
| 第1回  | 3月01日 | モテない、売れないボクに謎の女神が現れた! |
| 第2回  | 3月08日 | 人生初のギリギリデート!                   |
| 第3回  | 3月15日 | 女神がうちにやってきた!                   |
| 第4回  | 3月22日 | ラブラブ宣言経由地獄行き!                 |
| 第5回  | 3月29日 | 女神がボクにウソをついた!                 |
| 第6回  | 4月05日 | 試練の同窓会! 奇跡の先の悲劇              |
| 第7回  | 4月12日 | 全て丸コゲ! もう恋なんてしない…           |
| 最終回 | 4月19日 | 初恋卒業! なるか一発逆転芸!?              |

## オーディオブック
2020年3月28日よりオーディオブックが、各配信サイトにてデータ販売されている。

### キャスト（オーディオブック）
- 朗読+佐藤賢治 - 伊東健人[7]
- 市川理紗 - 芹澤優[7]
- 橋本晃 - 若林佑[7]
- 須藤雄太 - 合田葵[7]
- 山形ツチノコ - 津久井教生[7]
- 男性モブ - 千先広大[8]
- 女性モブ - 瀬戸ひかり[8]